# Weszelovszky Zoltán
Weszelovszky Zoltán (Budapest, 1946. május 11. –) magyar mérnök, tanár, politikus, 1992 és 1994 között, majd 1998-tól 2006-ig országgyűlési képviselő (MDF, majd Fidesz).

## Élete
Szülei pedagógusok voltak. Felsőfokú tanulmányait a Kandó Kálmán Villamosipari Műszaki Főiskolán és az Eötvös Loránd Tudományegyetemen folytatta, 1969-ben végzett mérnökként, majd 1976-ban középiskolai tanári diplomát szerzett. A Mafilm mérnökeként kezdett dolgozni, majd az 1980-as években az Országos Pedagógiai Intézet tudományos munkatársa lett. Dolgozott a Munkaügyi Minisztérium Továbbképzési Intézeténél is. Doktori disszertációját 1983-ban védte meg az Eötvös Loránd Tudományegyetem Bölcsészettudományi Karán.
A rendszerváltás idején kapcsolódott be a politikába, 1988-ban a Magyar Demokrata Fórum tagja lett. A lemondott Botos Katalin helyett lett országgyűlési képviselő 1992 februárjában, az MDF budapesti területi listájáról került a parlamentbe. Az Országgyűlésben az önkormányzati, közigazgatási, belbiztonsági és rendőrségi bizottság tagja lett. 1993 júniusában átlépett a Fideszbe. Az 1994-es országgyűlési választáson nem szerzett mandátumot. 1994 és 1998 között a Fővárosi Önkormányzat képviselője volt, a Fővárosi Közgyűlésben a közbiztonsági és városrendvédelmi bizottság tagja lett.
Az 1998-as országgyűlési választáson a Fidesz budapesti területi listájáról szerzett mandátumot, az Országgyűlésben a társadalmi szervezetek bizottsága és az önkormányzati és rendészeti bizottság tagja, valamint az európai integrációs albizottság, az olimpiai albizottság és az oktatási, ismeretterjesztői, kulturális és művelődési feladatokat ellátó, tudományos tevékenységet végző szervezeteket támogató albizottság elnöke volt. A 2002-es országgyűlési választáson a Fidesz országos listájáról jutott a parlamentbe, ahol a rendészeti bizottság és a társadalmi szervezetek bizottsága tagja, illetve a rendészeti bizottság hatáskörébe tartozó törvények végrehajtását, társadalmi és gazdasági hatását figyelemmel kísérő albizottság elnöke lett. A 2006-os országgyűlési választáson nem szerzett mandátumot.
Politikai pályafutása mellett számos civil szervezet munkájába kapcsolódott be. Kezdeményezője és főtitkára a Magyar Polgári Együttműködés Egyesületnek, illetve a Budapest Társaság elnöke és a Nemzeti Emlékhely és Kegyeleti Bizottság tagja.
Nős, egy gyermek édesapja.